# Atteva
Atteva är ett släkte av fjärilar. Atteva ingår i familjen spinnmalar.

## Bildgalleri

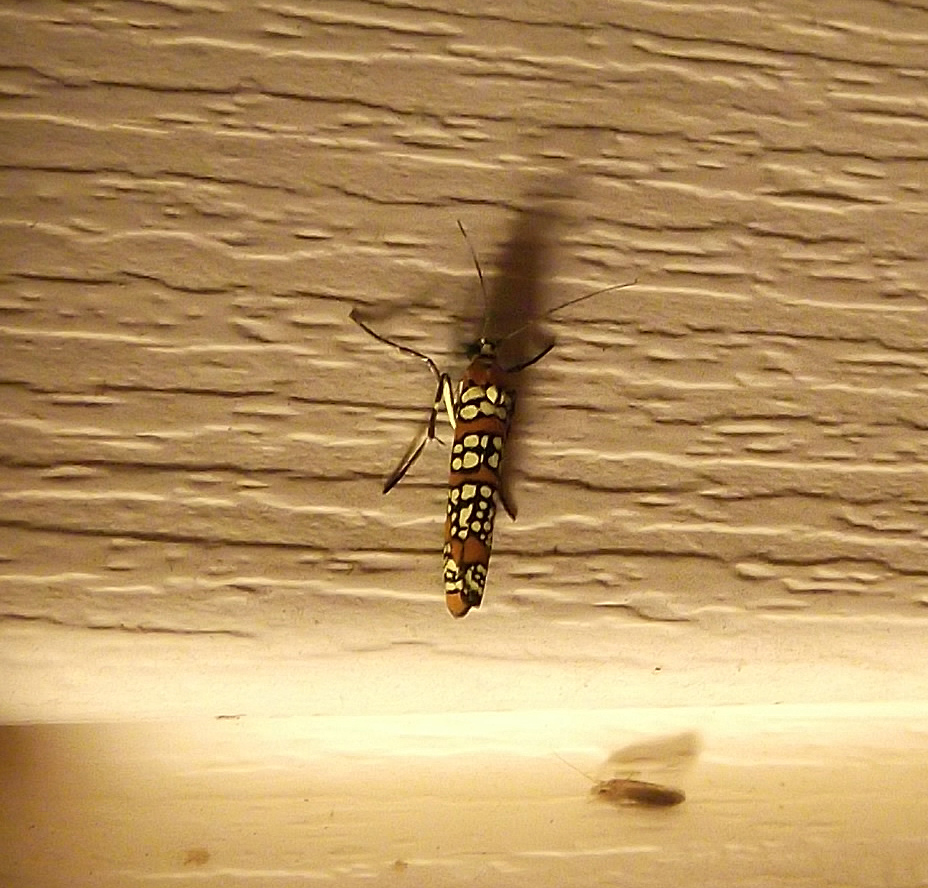
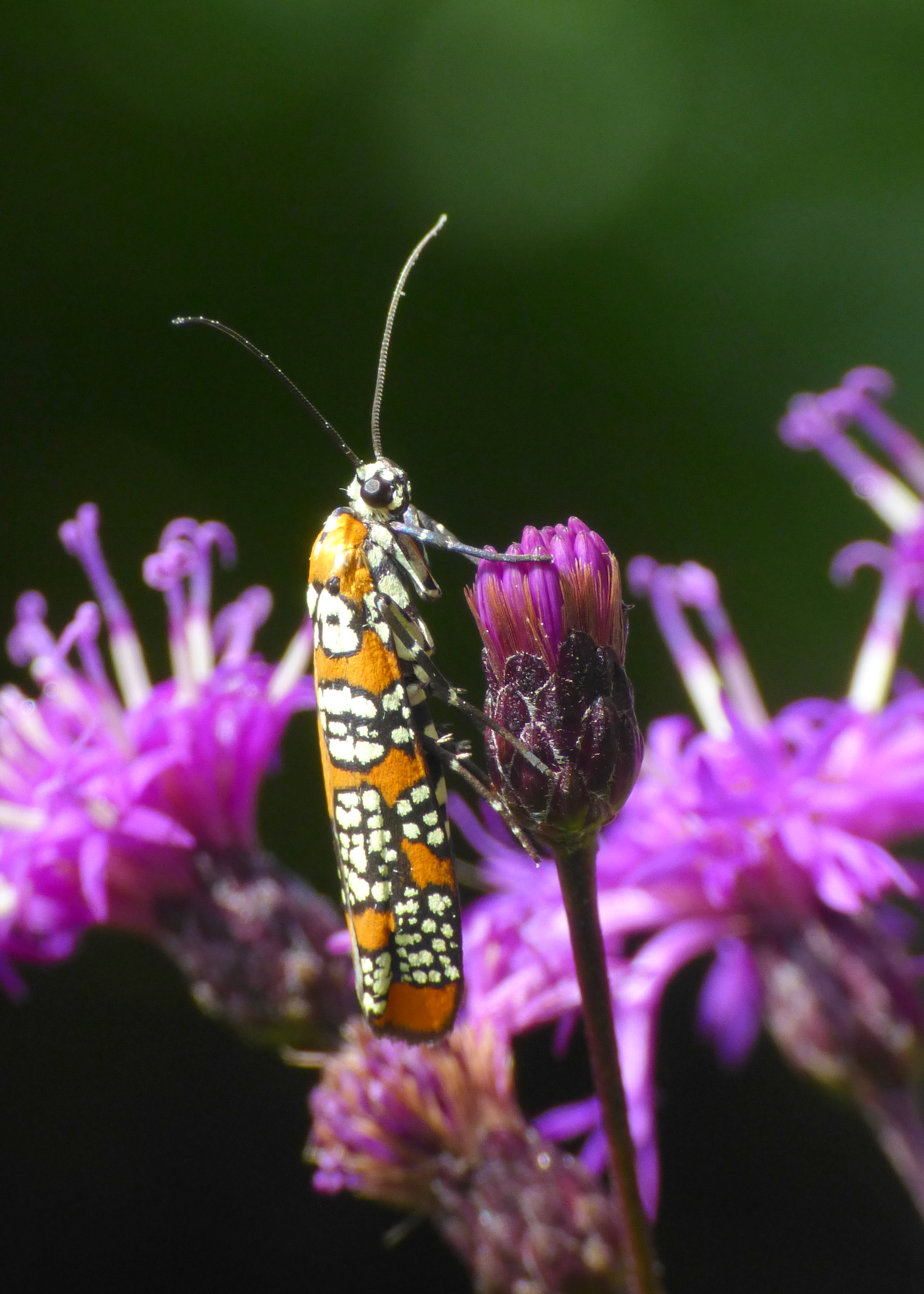
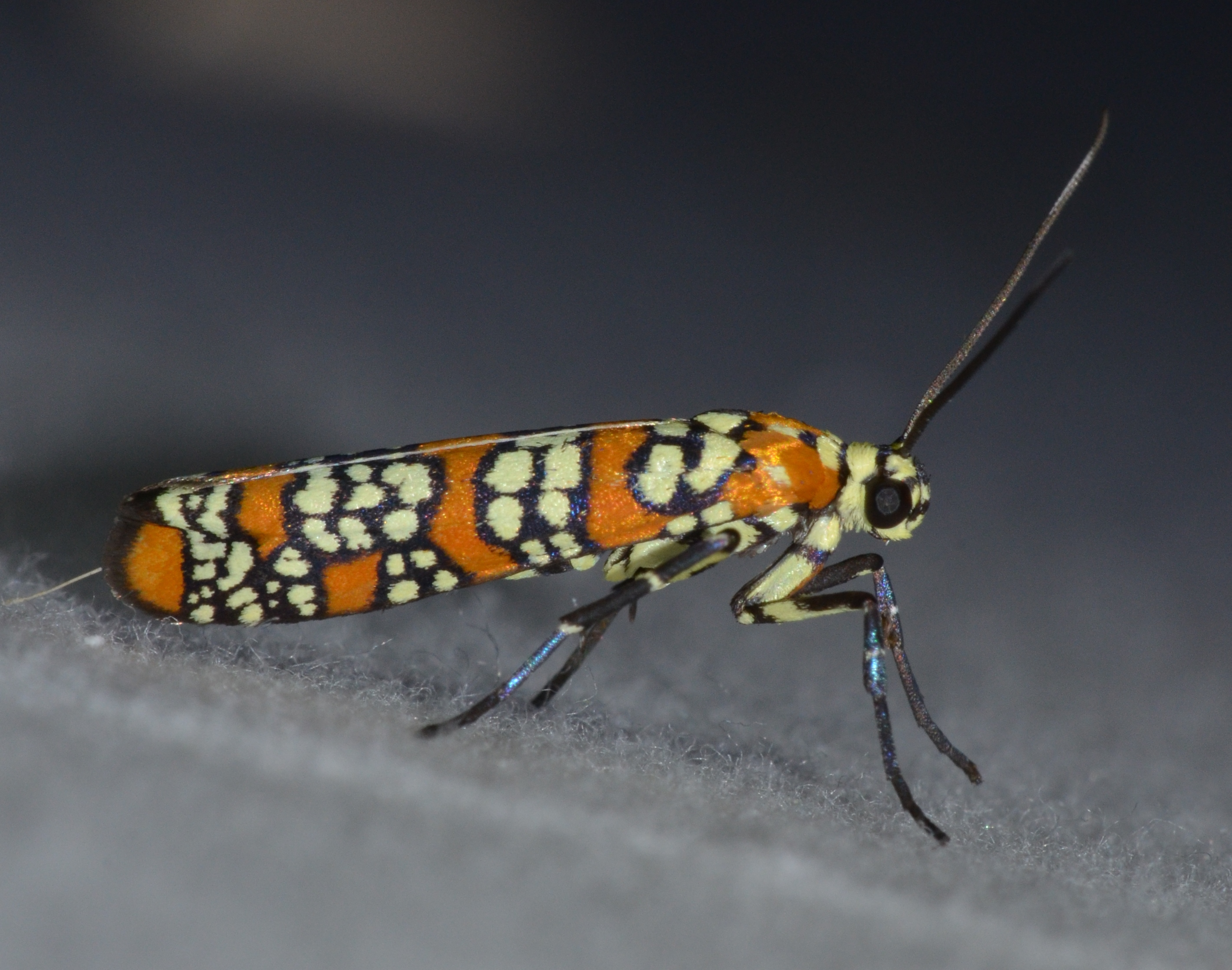
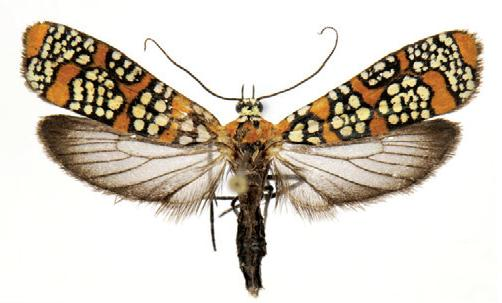
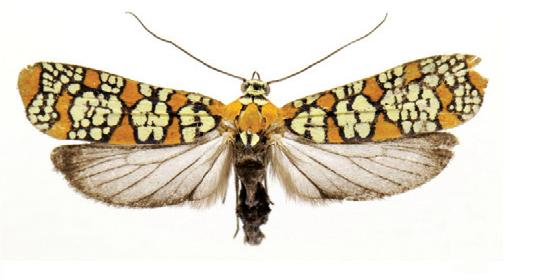
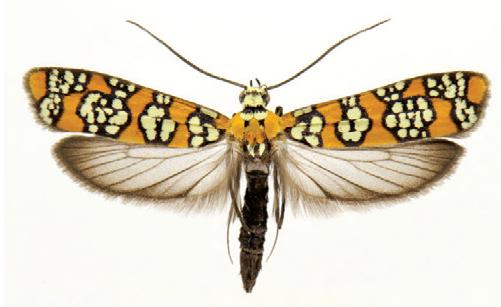

## Dottertaxa tillAtteva, i alfabetisk ordning[1]
- Atteva albiguttata
- Atteva albitarsis
- Atteva aleatrix
- Atteva anisochrysa
- Atteva apicalis
- Atteva aurata
- Atteva aurea
- Atteva balanota
- Atteva basalis
- Atteva brucea
- Atteva carteri
- Atteva charopis
- Atteva chionosticta
- Atteva compta
- Atteva conspicua
- Atteva cosmogona
- Atteva cuprina
- Atteva edithella
- Atteva emissella
- Atteva ergatica
- Atteva exquisita
- Atteva fabricella
- Atteva fabriciella
- Atteva fastuosa
- Atteva flavivitta
- Atteva floridana
- Atteva fulviguttata
- Atteva gemmata
- Atteva glaucopidella
- Atteva heliodoxa
- Atteva hesychina
- Atteva holenopla
- Atteva hysginiella
- Atteva impariguttata
- Atteva impunctella
- Atteva iris
- Atteva mathewi
- Atteva megalastra
- Atteva microsticta
- Atteva modesta
- Atteva monerythra
- Atteva monoplanetis
- Atteva myriastra
- Atteva niphocosma
- Atteva niveigutta
- Atteva niviguttella
- Atteva numeratrix
- Atteva pastulella
- Atteva porphyris
- Atteva pulchella
- Atteva punctella
- Atteva pustulella
- Atteva pyrothorax
- Atteva rex
- Atteva sciodoxa
- Atteva scolecias
- Atteva siderea
- Atteva sphaerodoxa
- Atteva sphaerotrocha
- Atteva subaurata
- Atteva sylpharis
- Atteva teratias
- Atteva tonseana
- Atteva triplex
- Atteva zebra